# Fédération de Chypre du Nord de football
La  Fédération de Chypre du Nord de football (Kıbrıs Türk Futbol Federasyonu (tr), KTFF) est une association regroupant les clubs de football de Chypre du Nord et organisant les compétitions nationales et les matchs internationaux de la sélection de Chypre du Nord et de la sélection féminine de Chypre du Nord.
La fédération de Chypre du Nord est fondée le 29 octobre 1955. Elle fut affiliée à la NF-Board de 2003 à 2013, elle est depuis 2013 affiliée à la ConIFA.

## Histoire
La sélection de Chypre du Nord participe à la VIVA World Cup 2012 au Kurdistan irakien du 4 juin au 9 juin 2012. L'équipe masculine perd la finale contre le Kurdistan 2 à 1, à Erbil au Franso Hariri Stadium devant 22 000 spectateurs. Le 11 juin 2012, l'immeuble de la Fédération de Chypre du Nord de football a été incendié,,.
Le 7 février 2023, la Fédération de Chypre du Nord de football annonce avoir perdu plusieurs joueurs et dirigeants de la ligue chypriote turque de football dans le Séismes de 2023 en Turquie et Syrie, tel que Arda Akbaba, joueur de football du Degirmenlik Sports Club dans la région de Kahramanmaraş, le directeur de Göçmenköy İdman Yurdu (tr) Aim Arnavutoğlu et Mehmet Gülen, 18 ans, joueur de football du Gönyeli S.K. (en), sont décédés à la suite du tremblement de terre qui a eu lieu à Hatay, en Turquie. Le 16 février 2023, la Fédération de Chypre du Nord de football annonce annulée la Coupe d'Europe de football Conifa 2023 à domicile à la suite de la tragédie des Séismes de 2023 en Turquie et Syrie.

## Les dirigeants de la KTFF
Liste des présidents de la KTFF.
| N° | Nom               | Période                                              |
| -- | ----------------- | ---------------------------------------------------- |
| 1  | Ahmet Sami Topcan | 30/10/1955 - 07/12/1960 (5 ans, 1 mois et 8 jours)   |
| 2  | Necdet Ünel       | 07/12/1960 - 22/05/1963 (2 ans, 5 mois et 15 jours)  |
| 3  | Ahmet Sami Topcan | 22/05/1963 - 06/06/1987 (24 ans et 15 jours)         |
| 4  | Özer Esenyel      | 06/06/1987 - 10/04/1990 (2 ans, 9 mois et 4 jours)   |
| 5  | Yrg. Nevvar Nolan | 10/04/1990 - 14/06/1992 (2 ans, 2 mois et 4 jours)   |
| 6  | Özer Esenyel      | 14/06/1992 - 18/06/1995 (3 ans et 4 jours)           |
| 7  | Av.Ömer Adal      | 18/06/1995 - 26/06/2005 (10 ans et 8 jours)          |
| 8  | Niyazi Okutan     | 26/06/2005 - 21/06/2008 (2 ans, 11 mois et 25 jours) |
| 9  | Av.Ömer Adal      | 21/06/2008 - 10/11/2010 (2 ans, 4 mois et 19 jours)  |
| 10 | Hasan Sertoglu    | 10/11/2010 - en cours                                |

## Organisation de compétitions
La KTFF organise également toutes les autres compétitions à caractère national :
Compétitions de football masculin
- Championnat de Chypre du Nord de football
- Coupe de Chypre du Nord de football
- Supercoupe de Chypre du Nord de football

Compétitions de football féminin
- Championnat de Chypre du Nord féminin de football

## Palmarès des équipes nationales
Palmarès des équipes de Chypre du Nord en compétitions officielles
| Équipe masculine de Chypre du Nord               |                                     |
| Jeux islamiques                                  | Quatrième en 1980                   |
| Coupe du 50e Anniversaire de la KTFF (1955-2005) | Vainqueur en 2005                   |
| Coupe ELF                                        | Vainqueur en 2006                   |
| FIFI Wild Cup                                    | Vainqueur en 2006,                  |
| Viva World Cup                                   | Finaliste en 2012                   |
| Coupe du monde de football ConIFA                | Finaliste en 2018 Troisième en 2016 |
| Coupe d'Europe de football ConIFA                | Finaliste en 2017                   |
| Équipe féminine de Chypre du Nord                |                                     |
| Women's friendship cup                           | Finaliste en 2018,                  |

Palmarès individuel de l'équipe de Chypre du Nord
| Meilleurs joueurs                                                                |
| Meilleur jeune joueur de la Coupe d'Europe de football ConIFA - Serhan Önet 2017 |